# Psammisia mediobullata
Psammisia mediobullata är en ljungväxtart som beskrevs av J.L. Luteyn och D.S. Sylva S. Psammisia mediobullata ingår i släktet Psammisia och familjen ljungväxter. Inga underarter finns listade i Catalogue of Life.